# The Secret Jewel Box
The Secret Jewel Box é um box com dez discos do guitarrista virtuoso estadunidense Steve Vai, lançado em 2001.
Segundo as palavras do próprio Vai:

## Conteúdo
| Volume  | Ano  | Álbum                                                         | Detalhes                                                                   |
| ------- | ---- | ------------------------------------------------------------- | -------------------------------------------------------------------------- |
| 01      | 2001 | The Elusive Light and Sound, Vol. 1                           | Lançado em 2001 com este box. Relançado separadamente deste box em 2002    |
| 02      | 2001 | Alcatrazz - "Disturbing the Peace"                            | Lançado em 2001 e vendido somente neste Box                                |
| 03      | 2001 | Frank Zappa Original Recordings; Steve Vai (Archives, Vol. 2) | Lançado em 2001 e vendido somente neste Box                                |
| 04      | 2003 | Mystery Tracks (Archives Vol. 3)                              |                                                                            |
| 05      | 2003 | Various Artists (Archives Vol. 4)                             |                                                                            |
| 06      | 2004 | "Vai: Piano Reductions, Vol. 1"                               | Álbum gravado por Mike Keneally, com composições do Vai gravadas no piano. |
| 07      | 2017 | "Steve Vai & The Classified - Modern Primitive"               |                                                                            |
| 08 & 09 |      | "Alcatrazz: Panic Jungle [Live In Japan]"                     | Álbum ainda não lançado                                                    |
| 10      |      | "Hot Chunks"                                                  | Álbum ainda não lançado                                                    |